# Vingtième circonscription du Nord
La vingtième circonscription du Nord est l'une des vingt-et-une circonscriptions législatives françaises que compte le département du Nord (59).
Sous la XVIIème législature de l'Assemblée nationale, elle est représentée par le député du Rassemblement national Guillaume Florquin.

## Description géographique et démographique

### De 1958 à 1986
À la suite de l'ordonnance no 58-945 du 13 octobre 1958 relative à l'élection des députés à l'assemblée nationale, la vingtième circonscription du Nord était créée et regroupait les divisions administratives suivantes : 
- Canton de Bouchain
- Canton de Denain
- Canton de Valenciennes-Sud[1].

La vingtième circonscription actuelle correspond davantage à la dix-neuvième circonscription de l'époque :
- Canton de Saint-Amand-les-Eaux-Rive droite
- Canton de Saint-Amand-les-Eaux-Rive gauche
- Canton de Valenciennes-Nord.

### De 1986 à 2010
Par la loi no 86-1197 du 24 novembre 1986
, la circonscription regroupait les divisions administratives suivantes :
- Canton d'Anzin (moins la commune de Saint-Saulve)
- Canton de Saint-Amand-les-Eaux-Rive droite
- Canton de Saint-Amand-les-Eaux-Rive gauche
- Canton de Valenciennes-Nord (moins la commune de Valenciennes) et communes de Escautpont, Fresnes-sur-Escaut, Hergnies, Odomez et Vicq.

### Depuis 2010
À la suite de l'adoption de l'ordonnance no 2009-935 du 29 juillet 2009, ratifiée par le Parlement français le 21 janvier 2010, elle est composée des divisions administratives suivantes : 
- Canton d'Anzin (moins la commune de Saint-Saulve)
- Canton de Saint-Amand-les-Eaux-Rive droite
- Canton de Saint-Amand-les-Eaux-Rive gauche et communes de Escautpont, Fresnes-sur-Escaut, Hergnies, Odomez, Vicq et Vieux-Condé.

Lors du recensement général de la population en 1999, réalisé par l'Institut national de la statistique et des études économiques (INSEE), la population totale de cette circonscription est estimée à 115 267 habitants,.

La vingtième circonscription en 1958.
La dix-neuvième circonscription en 1958.
La vingtième circonscription en 1986.
La vingtième circonscription en 2010.

### Pyramide des âges
| Hommes | Classe d’âge   | Femmes |
| ------ | -------------- | ------ |
| 6      | 65 ans et plus | 10     |
| 29     | 20 à 64 ans    | 29     |
| 14     | 0 à 19 ans     | 13     |

### Catégorie socio-professionnelle
Répartition de la population active par catégorie socio-professionnelle en 2013
| Agriculteurs | Artisans, commerçants, chefs d'entreprise | Cadres, professions intellectuelles | Professions intermédiaires | Employés | Ouvriers | Retraités | Autres |
| ------------ | ----------------------------------------- | ----------------------------------- | -------------------------- | -------- | -------- | --------- | ------ |
| 0,2 %        | 2,3 %                                     | 4,6 %                               | 12,1 %                     | 15,8 %   | 17,7 %   | 22,6 %    | 24,6 % |

La circonscription est assez populaire, affichant un taux de pauvreté de 23 %.

## Historique des résultats
| Législature | Début de mandat | Fin de mandat  | Député             | Parti politique | Observations |
| ----------- | --------------- | -------------- | ------------------ | --------------- | --- |
| Ire         | 9 décembre 1958 | 9 octobre 1962 | Fernand Duchâteau  | SFIO            | Mandat écourté à la suite d'une dissolution parlementaire décidée par Charles de Gaulle.                                                                        |
| IIe         | 6 décembre 1962 | 2 avril 1967   | Henri Fiévez       | PCF             | |
| IIIe        | 3 avril 1967    | 30 mai 1968    | Henri Fiévez       | PCF             | Mandat écourté à la suite d'une dissolution parlementaire décidée par Charles de Gaulle.                                                                        |
| IVe         | 11 juillet 1968 | 1er avril 1973 | Henri Fiévez       | PCF             | |
| Ve          | 2 avril 1973    | 2 avril 1978   | Gustave Ansart     | PCF             | |
| VIe         | 3 avril 1978    | 22 mai 1981    | Gustave Ansart     | PCF             | Mandat écourté à la suite d'une dissolution parlementaire décidée par François Mitterrand.                                                                      |
| VIIe        | 2 juillet 1981  | 1er avril 1986 | Gustave Ansart     | PCF             | |
| VIIIe       | 2 avril 1986    | 14 mai 1988    | Gustave Ansart     | PCF             | Proportionnelle par département, pas de député par circonscription. Mandat écourté à la suite d'une dissolution parlementaire décidée par François Mitterrand.  |
| IXe         | 23 juin 1988    | 1er avril 1993 | Alain Bocquet      | PCF             | |
| Xe          | 2 avril 1993    | 21 avril 1997  | Alain Bocquet      | PCF             | Mandat écourté à la suite d'une dissolution parlementaire décidée par Jacques Chirac.                                                                           |
| XIe         | 12 juin 1997    | 18 juin 2002   | Alain Bocquet      | PCF             | |
| XIIe        | 19 juin 2002    | 19 juin 2007   | Alain Bocquet      | PCF             | |
| XIIIe       | 20 juin 2007    | 19 juin 2012   | Alain Bocquet      | PCF             | |
| XIVe        | 20 juin 2012    | 20 juin 2017   | Alain Bocquet      | PCF             | |
| XVe         | 21 juin 2017    | 21 juin 2022   | Fabien Roussel     | PCF             | |
| XVIe        | 22 juin 2022    | 9 juin 2024    | Fabien Roussel     | PCF             | Élu avec le soutien de la Nouvelle Union populaire écologique et sociale Mandat écourté à la suite d'une dissolution parlementaire décidée par Emmanuel Macron. |
| XVIIe       | 8 juillet 2024  | En cours       | Guillaume Florquin | RN              | |

## Historiques des élections

### Élections de 1958
| Candidat       | Candidat              | Parti          | Premier tour | Premier tour | Second tour | Second tour |  |
| Candidat       | Candidat              | Parti          | Voix         | %            | Voix        | %           |  |
| -------------- | --------------------- | -------------- | ------------ | ------------ | ----------- | ----------- |  |
|                | Henri Fiévez          | PCF            | 25 634       | 43,19        | 26 096      | 44,69       |  |
|                | Fernand Duchâteau élu | SFIO           | 18 531       | 31,22        | 32 292      | 55,31       |  |
|                | Paul Gosset           | MRP            | 15 193       | 25,6         | Retrait     | Retrait     |  |
|                |                       |                |              |              |             |             |  |
| Inscrits       | Inscrits              | Inscrits       | 71 118       | 100,00       | 71 115      | 100,00      |  |
| Abstentions    | Abstentions           | Abstentions    | 10 867       | 15,28        | 11 559      | 16,25       |  |
| Votants        | Votants               | Votants        | 60 251       | 84,72        | 59 556      | 83,75       |  |
| Blancs et nuls | Blancs et nuls        | Blancs et nuls | 893          | 1,48         | 1 168       | 1,96        |  |
| Exprimés       | Exprimés              | Exprimés       | 59 358       | 98,52        | 58 388      | 98,04       |  |

Le suppléant de Fernand Duchâteau était Jean Bantigny, conseiller municipal de Valenciennes.

### Élections de 1962
| Candidat       | Candidat                  | Parti          | Premier tour | Premier tour | Second tour | Second tour |  |
| Candidat       | Candidat                  | Parti          | Voix         | %            | Voix        | %           |  |
| -------------- | ------------------------- | -------------- | ------------ | ------------ | ----------- | ----------- |  |
|                | Henri Fiévez élu          | PCF            | 25 223       | 44,46        | 28 795      | 49,26       |  |
|                | Georges Delbauvre         | UNR-UDT        | 13 484       | 23,77        | 16 820      | 28,77       |  |
|                | Fernand Duchâteau sortant | SFIO           | 13 995       | 24,67        | 12 841      | 21,97       |  |
|                | Charles Brard             | MRP            | 2 793        | 4,92         |             |             |  |
|                | Jean Huyghe               | CNIP           | 1 237        | 2,18         |             |             |  |
|                |                           |                |              |              |             |             |  |
| Inscrits       | Inscrits                  | Inscrits       | 71 380       | 100,00       | 71 374      | 100,00      |  |
| Abstentions    | Abstentions               | Abstentions    | 13 720       | 19,22        | 12 087      | 16,93       |  |
| Votants        | Votants                   | Votants        | 57 660       | 80,78        | 59 287      | 83,07       |  |
| Blancs et nuls | Blancs et nuls            | Blancs et nuls | 928          | 1,61         | 831         | 1,4         |  |
| Exprimés       | Exprimés                  | Exprimés       | 56 732       | 98,39        | 58 456      | 98,6        |  |

Le suppléant d'Henri Fiévez était Edmond Cher, métallurgiste, conseiller général du canton de Valenciennes-Sud, maire de Petite-Forêt.

### Élections de 1967
| Candidat       | Candidat                   | Parti          | Premier tour | Premier tour | Second tour | Second tour |  |
| Candidat       | Candidat                   | Parti          | Voix         | %            | Voix        | %           |  |
| -------------- | -------------------------- | -------------- | ------------ | ------------ | ----------- | ----------- |  |
|                | Henri Fiévez sortant réélu | PCF            | 29 782       | 48,38        | 38 738      | 65,03       |  |
|                | Georges Delbauvre          | UD-Ve          | 16 269       | 26,43        | 20 827      | 34,97       |  |
|                | Olivier Mouton             | SFIO (FGDS)    | 12 784       | 20,77        | Retrait     | Retrait     |  |
|                | Jean Karpiel               | CD (PDM)       | 2 720        | 4,42         |             |             |  |
|                |                            |                |              |              |             |             |  |
| Inscrits       | Inscrits                   | Inscrits       | 71 147       | 100,00       | 71 149      | 100,00      |  |
| Abstentions    | Abstentions                | Abstentions    | 8 603        | 12,09        | 9 513       | 13,37       |  |
| Votants        | Votants                    | Votants        | 62 544       | 87,91        | 61 636      | 86,63       |  |
| Blancs et nuls | Blancs et nuls             | Blancs et nuls | 989          | 1,58         | 2 071       | 3,36        |  |
| Exprimés       | Exprimés                   | Exprimés       | 61 555       | 98,42        | 59 565      | 96,64       |  |

Le suppléant d'Henri Fiévez était Edmond Cher. Edmond Cher est décédé le 2 août 1967.

### Élections de 1968
| Candidat       | Candidat                   | Parti          | Premier tour | Premier tour | Second tour | Second tour |  |
| Candidat       | Candidat                   | Parti          | Voix         | %            | Voix        | %           |  |
| -------------- | -------------------------- | -------------- | ------------ | ------------ | ----------- | ----------- |  |
|                | Henri Fiévez sortant réélu | PCF            | 28 351       | 47,36        | 35 091      | 61,33       |  |
|                | Jean-Marie Tamboise        | UDR (URP)      | 18 415       | 30,76        | 22 130      | 38,67       |  |
|                | Olivier Mouton             | SFIO (FGDS)    | 10 570       | 17,66        | Retrait     | Retrait     |  |
|                | Albert Dhennain            | PSU            | 2 524        | 4,22         |             |             |  |
|                |                            |                |              |              |             |             |  |
| Inscrits       | Inscrits                   | Inscrits       | 70 179       | 100,00       | 70 179      | 100,00      |  |
| Abstentions    | Abstentions                | Abstentions    | 9 348        | 13,32        | 11 082      | 15,79       |  |
| Votants        | Votants                    | Votants        | 60 831       | 86,68        | 59 097      | 84,21       |  |
| Blancs et nuls | Blancs et nuls             | Blancs et nuls | 971          | 1,6          | 1 876       | 3,17        |  |
| Exprimés       | Exprimés                   | Exprimés       | 59 860       | 98,4         | 57 221      | 96,83       |  |

Le suppléant d'Henri Fiévez était René Carpentier, conseiller général du canton de Valenciennes-Sud, adjoint au maire de Trith-Saint-Léger.

### Élections de 1973
| Candidat       | Candidat           | Parti          | Premier tour | Premier tour | Second tour | Second tour |  |
| Candidat       | Candidat           | Parti          | Voix         | %            | Voix        | %           |  |
| -------------- | ------------------ | -------------- | ------------ | ------------ | ----------- | ----------- |  |
|                | Gustave Ansart élu | PCF            | 28 605       | 45,84        | 37 920      | 62,91       |  |
|                | Julien Huart       | UDR (URP)      | 14 769       | 23,67        | 22 360      | 37,09       |  |
|                | Olivier Mouton     | PS (UGSD)      | 13 295       | 21,3         | Retrait     | Retrait     |  |
|                | Jean Bertieaux     | MDSF (MR)      | 3 727        | 5,97         |             |             |  |
|                | Nicole Auguste     | LO             | 2 008        | 3,22         |             |             |  |
|                |                    |                |              |              |             |             |  |
| Inscrits       | Inscrits           | Inscrits       | 72 701       | 100,00       | 72 691      | 100,00      |  |
| Abstentions    | Abstentions        | Abstentions    | 9 077        | 12,49        | 9 895       | 13,61       |  |
| Votants        | Votants            | Votants        | 63 624       | 87,51        | 62 796      | 86,39       |  |
| Blancs et nuls | Blancs et nuls     | Blancs et nuls | 1 220        | 1,92         | 2 516       | 4,01        |  |
| Exprimés       | Exprimés           | Exprimés       | 62 404       | 98,08        | 60 280      | 95,99       |  |

Le suppléant de Gustave Ansart était René Carpentier.

### Élections de 1978
| Candidat       | Candidat                     | Parti          | Premier tour | Premier tour | Second tour | Second tour |  |
| Candidat       | Candidat                     | Parti          | Voix         | %            | Voix        | %           |  |
| -------------- | ---------------------------- | -------------- | ------------ | ------------ | ----------- | ----------- |  |
|                | Gustave Ansart sortant réélu | PCF            | 35 129       | 49,44        | 46 387      | 66,18       |  |
|                | Julien Huart                 | RPR            | 15 385       | 21,65        | 23 705      | 33,82       |  |
|                | Victor Espalieu              | PS             | 12 440       | 17,51        | Retrait     | Retrait     |  |
|                | Henri Taffin de Givenchy     | Divers droite  | 4 918        | 6,92         |             |             |  |
|                | Paulette Guéry               | LO             | 1 383        | 1,95         |             |             |  |
|                | Alain Mercier                | PSU (FA)       | 1 091        | 1,54         |             |             |  |
|                | Guy Torrens                  | LCR            | 701          | 0,99         |             |             |  |
|                |                              |                |              |              |             |             |  |
| Inscrits       | Inscrits                     | Inscrits       | 82 391       | 100,00       | 82 382      | 100,00      |  |
| Abstentions    | Abstentions                  | Abstentions    | 9 853        | 11,96        | 10 320      | 12,53       |  |
| Votants        | Votants                      | Votants        | 72 538       | 88,04        | 72 062      | 87,47       |  |
| Blancs et nuls | Blancs et nuls               | Blancs et nuls | 1 491        | 2,06         | 1 970       | 2,73        |  |
| Exprimés       | Exprimés                     | Exprimés       | 71 047       | 97,94        | 70 092      | 97,27       |  |

Le suppléant de Gustave Ansart était René Carpentier.

### Élections de 1981
|                | Gustave Ansart sortant réélu | PCF            | 31 848 | 51,26  |  |  |  |
|                | Marc Montuelle               | PS             | 16 152 | 26,00  |  |  |  |
|                | Julien Huart                 | RPR (UNM)      | 11 656 | 18,76  |  |  |  |
|                | Daniel Robache               | Divers droite  | 2 468  | 3,97   |  |  |  |
|                |                              |                |        |        |  |  |  |
| Inscrits       | Inscrits                     | Inscrits       | 82 543 | 100,00 |  |  |  |
| Abstentions    | Abstentions                  | Abstentions    | 19 414 | 23,52  |  |  |  |
| Votants        | Votants                      | Votants        | 63 129 | 76,48  |  |  |  |
| Blancs et nuls | Blancs et nuls               | Blancs et nuls | 1 005  | 1,59   |  |  |  |
| Exprimés       | Exprimés                     | Exprimés       | 62 124 | 98,41  |  |  |  |

Le suppléant de Gustave Ansart était René Carpentier.

### Élections de 1988
| Candidat       | Candidat                    | Parti           | Premier tour | Premier tour | Second tour | Second tour |  |
| Candidat       | Candidat                    | Parti           | Voix         | %            | Voix        | %           |  |
| -------------- | --------------------------- | --------------- | ------------ | ------------ | ----------- | ----------- |  |
|                | Alain Bocquet sortant réélu | PCF             | 21 495       | 41,32        | 28 685      | 100,00      |  |
|                | Bernard Kouchner            | app. PS         | 15 133       | 29,09        | Retrait     | Retrait     |  |
|                | Pierre Vilcot               | UDF (CDS) (URC) | 9 557        | 18,37        |             |             |  |
|                | Pierre Boussard             | FN              | 5 833        | 11,21        |             |             |  |
|                |                             |                 |              |              |             |             |  |
| Inscrits       | Inscrits                    | Inscrits        | 76 995       | 100,00       | 76 995      | 100,00      |  |
| Abstentions    | Abstentions                 | Abstentions     | 23 546       | 30,58        | 36 203      | 47,02       |  |
| Votants        | Votants                     | Votants         | 53 449       | 69,42        | 40 792      | 52,98       |  |
| Blancs et nuls | Blancs et nuls              | Blancs et nuls  | 1 431        | 2,68         | 12 107      | 29,68       |  |
| Exprimés       | Exprimés                    | Exprimés        | 52 018       | 97,32        | 28 685      | 70,32       |  |

Le suppléant d'Alain Bocquet était René Cher, directeur d'école primaire, conseiller général du canton de Saint-Amand-les-Eaux-Rive droite, maire de Raismes.

### Élections de 1993
| Candidat       | Candidat                    | Parti          | Premier tour | Premier tour | Second tour | Second tour |  |
| Candidat       | Candidat                    | Parti          | Voix         | %            | Voix        | %           |  |
| -------------- | --------------------------- | -------------- | ------------ | ------------ | ----------- | ----------- |  |
|                | Alain Bocquet sortant réélu | PCF            | 18 202       | 35,47        | 28 792      | 57          |  |
|                | Claude Larcanche            | UDF (PSD)      | 13 185       | 25,69        | 21 720      | 43          |  |
|                | Francis Berkmans            | PS (ADFP)      | 5 653        | 11,02        |             |             |  |
|                | Michelle Beal               | FN             | 8 008        | 15,6         |             |             |  |
|                | Benjamin Dutouquet          | GÉ (EÉ)        | 3 655        | 7,12         |             |             |  |
|                | Jean-Paul Dubois            | LT-LNÉ         | 1 219        | 2,38         |             |             |  |
|                | Jean-Pierre Lecesne         | LO             | 1 038        | 2,02         |             |             |  |
|                | Robert Martinez             | PLN            | 357          | 0,7          |             |             |  |
|                |                             |                |              |              |             |             |  |
| Inscrits       | Inscrits                    | Inscrits       | 78 160       | 100,00       | 78 160      | 100,00      |  |
| Abstentions    | Abstentions                 | Abstentions    | 24 044       | 30,76        | 23 975      | 30,67       |  |
| Votants        | Votants                     | Votants        | 54 116       | 69,24        | 54 185      | 69,33       |  |
| Blancs et nuls | Blancs et nuls              | Blancs et nuls | 2 799        | 5,17         | 3 673       | 6,78        |  |
| Exprimés       | Exprimés                    | Exprimés       | 51 317       | 94,83        | 50 512      | 93,22       |  |

Le suppléant d'Alain Bocquet était René Cher.

### Élections de 1997
| Candidat       | Candidat                    | Parti          | Premier tour | Premier tour | Second tour | Second tour |  |
| Candidat       | Candidat                    | Parti          | Voix         | %            | Voix        | %           |  |
| -------------- | --------------------------- | -------------- | ------------ | ------------ | ----------- | ----------- |  |
|                | Alain Bocquet sortant réélu | PCF            | 21 228       | 41,1         | 32 535      | 69,33       |  |
|                | Michelle Beal               | FN             | 10 442       | 20,22        | 14 392      | 30,67       |  |
|                | Nadine Cochy                | PS             | 7 242        | 14,02        |             |             |  |
|                | Alexis Massart              | RPR            | 7 013        | 13,58        |             |             |  |
|                | Christian Atzori            | GÉ             | 1 351        | 2,62         |             |             |  |
|                | Jean-Pierre Lecesne         | LO             | 1 314        | 2,54         |             |             |  |
|                | Michel Benit                | MPF (LDI)      | 1 118        | 2,16         |             |             |  |
|                | Sylvie Bernard              | LT-LNÉ         | 979          | 1,9          |             |             |  |
|                | Philippe Bardiaux           | MDR            | 967          | 1,87         |             |             |  |
|                |                             |                |              |              |             |             |  |
| Inscrits       | Inscrits                    | Inscrits       | 77 321       | 100,00       | 77 319      | 100,00      |  |
| Abstentions    | Abstentions                 | Abstentions    | 23 358       | 30,21        | 24 556      | 31,76       |  |
| Votants        | Votants                     | Votants        | 53 963       | 69,79        | 52 763      | 68,24       |  |
| Blancs et nuls | Blancs et nuls              | Blancs et nuls | 2 309        | 4,28         | 5 836       | 11,06       |  |
| Exprimés       | Exprimés                    | Exprimés       | 51 654       | 95,72        | 46 927      | 88,94       |  |

Le suppléant d'Alain Bocquet était René Cher.

### Élections de 2002
| Candidat       | Candidat                    | Parti             | Premier tour | Premier tour | Second tour | Second tour |  |
| Candidat       | Candidat                    | Parti             | Voix         | %            | Voix        | %           |  |
| -------------- | --------------------------- | ----------------- | ------------ | ------------ | ----------- | ----------- |  |
|                | Alain Bocquet sortant réélu | PCF               | 18 374       | 39,58        | 26 904      | 63,97       |  |
|                | Sylvie Woelfflé             | UMP               | 9 087        | 19,57        | 15 150      | 36,03       |  |
|                | Carl Lang                   | FN                | 8 663        | 18,66        |             |             |  |
|                | Marie-Geneviève Degrandsart | PS                | 4 960        | 10,68        |             |             |  |
|                | Monique Huon                | CPNT              | 1 448        | 3,12         |             |             |  |
|                | Luc Coppin                  | Les Verts         | 1 328        | 2,86         |             |             |  |
|                | Alexandre Kadur             | Divers droite     | 651          | 1,4          |             |             |  |
|                | Carole Valls                | LCR               | 542          | 1,17         |             |             |  |
|                | Jacques Caudron             | LO                | 526          | 1,13         |             |             |  |
|                | Pierre Boussard             | MNR               | 431          | 0,93         |             |             |  |
|                | Yves-Ange Lebouc            | Divers écologiste | 216          | 0,47         |             |             |  |
|                | Jean-Claude Borgogno        | IR                | 202          | 0,44         |             |             |  |
|                |                             |                   |              |              |             |             |  |
| Inscrits       | Inscrits                    | Inscrits          | 80 477       | 100,00       | 80 177      | 100,00      |  |
| Abstentions    | Abstentions                 | Abstentions       | 33 170       | 41,22        | 36 472      | 45,49       |  |
| Votants        | Votants                     | Votants           | 47 307       | 58,78        | 43 705      | 54,51       |  |
| Blancs et nuls | Blancs et nuls              | Blancs et nuls    | 879          | 1,86         | 1 651       | 3,78        |  |
| Exprimés       | Exprimés                    | Exprimés          | 46 428       | 98,14        | 42 054      | 96,22       |  |

Le suppléant d'Alain Bocquet était René Cher.

### Élections de 2007
| Candidat       | Candidat                    | Parti          | Premier tour | Premier tour | Second tour | Second tour |  |
| Candidat       | Candidat                    | Parti          | Voix         | %            | Voix        | %           |  |
| -------------- | --------------------------- | -------------- | ------------ | ------------ | ----------- | ----------- |  |
|                | Alain Bocquet sortant réélu | PCF            | 21 320       | 46,49        | 29 933      | 69,17       |  |
|                | Marie-Thérèse Garcia        | UMP            | 9 989        | 21,78        | 13 340      | 30,83       |  |
|                | Marie-Geneviève Degrandsart | PS             | 4 170        | 9,09         |             |             |  |
|                | Éric Castelain              | Divers droite  | 2 890        | 6,3          |             |             |  |
|                | Michelle Beal               | FN             | 2 494        | 5,44         |             |             |  |
|                | Françoise Mascotto          | UDF–MoDem      | 1 869        | 4,08         |             |             |  |
|                | Jean-Claude Brunebarbe      | Les Verts      | 860          | 1,88         |             |             |  |
|                | Monique Huon                | CPNT           | 783          | 1,71         |             |             |  |
|                | Hélyette Roest              | LCR            | 552          | 1,2          |             |             |  |
|                | Jacques Caudron             | LO             | 292          | 0,64         |             |             |  |
|                | Annette Dubois              | MPF            | 235          | 0,51         |             |             |  |
|                | Stéphane Bisman             | Divers         | 222          | 0,48         |             |             |  |
|                | Marie Dhalluin              | MNR            | 185          | 0,4          |             |             |  |
|                |                             |                |              |              |             |             |  |
| Inscrits       | Inscrits                    | Inscrits       | 82 715       | 100,00       | 82 714      | 100,00      |  |
| Abstentions    | Abstentions                 | Abstentions    | 36 105       | 43,65        | 38 321      | 46,33       |  |
| Votants        | Votants                     | Votants        | 46 610       | 56,35        | 44 393      | 53,67       |  |
| Blancs et nuls | Blancs et nuls              | Blancs et nuls | 749          | 1,61         | 1 120       | 2,52        |  |
| Exprimés       | Exprimés                    | Exprimés       | 45 861       | 98,39        | 43 273      | 97,48       |  |

### Élections de 2012
| Candidat       | Candidat                    | Parti          | Premier tour | Premier tour | Second tour | Second tour |  |
| Candidat       | Candidat                    | Parti          | Voix         | %            | Voix        | %           |  |
| -------------- | --------------------------- | -------------- | ------------ | ------------ | ----------- | ----------- |  |
|                | Alain Bocquet sortant réélu | PCF (FG)       | 18 549       | 46,57        | 24 762      | 66,27       |  |
|                | Nathalie Betegnies          | FN (RBM)       | 8 654        | 21,73        | 12 606      | 33,73       |  |
|                | Monique Huon                | CPNT (UMP)     | 5 376        | 13,50        |             |             |  |
|                | Sébastien Urgu              | PS             | 4 946        | 12,42        |             |             |  |
|                | Gilles Waddington           | Divers droite  | 799          | 2,01         |             |             |  |
|                | Michel Hecquet              | MÉI (EÉLV)     | 503          | 1,26         |             |             |  |
|                | Dominique Boudrenghien      | PDF            | 431          | 1,08         |             |             |  |
|                | Catherine Leclercq          | AÉI            | 321          | 0,81         |             |             |  |
|                | Bruno Leclercq              | LO             | 255          | 0,64         |             |             |  |
|                |                             |                |              |              |             |             |  |
| Inscrits       | Inscrits                    | Inscrits       | 80 858       | 100,00       | 80 858      | 100,00      |  |
| Abstentions    | Abstentions                 | Abstentions    | 40 450       | 50,03        | 41 651      | 51,51       |  |
| Votants        | Votants                     | Votants        | 40 408       | 49,97        | 39 207      | 48,49       |  |
| Blancs et nuls | Blancs et nuls              | Blancs et nuls | 574          | 1,42         | 1 839       | 4,69        |  |
| Exprimés       | Exprimés                    | Exprimés       | 39 834       | 98,58        | 37 368      | 95,31       |  |

### Élections de 2017
Député sortant : Alain Bocquet (Parti communiste français).
|                                                                       |                                                                      |                           |                           |                          |                          |
|                                                                       |                                                                      | Premier tour 11 juin 2017 | Premier tour 11 juin 2017 | Second tour 18 juin 2017 | Second tour 18 juin 2017 |
|                                                                       |                                                                      |                           |                           |                          |                          |
|                                                                       |                                                                      | Nombre                    | % des inscrits            | Nombre                   | % des inscrits           |
| Inscrits                                                              | Inscrits                                                             | 81 115                    | 100,00                    | 81 103                   | 100,00                   |
| Abstentions                                                           | Abstentions                                                          | 47 827                    | 58,96                     | 50 223                   | 61,92                    |
| Votants                                                               | Votants                                                              | 33 288                    | 41,04                     | 30 880                   | 38,08                    |
|                                                                       |                                                                      |                           | % des votants             |                          | % des votants            |
| Bulletins blancs                                                      | Bulletins blancs                                                     | 432                       | 1,30                      | 1 196                    | 3,87                     |
| Bulletins nuls                                                        | Bulletins nuls                                                       | 192                       | 0,58                      | 513                      | 1,66                     |
| Suffrages exprimés                                                    | Suffrages exprimés                                                   | 32 664                    | 98,13                     | 29 171                   | 94,47                    |
|                                                                       |                                                                      |                           |                           |                          |                          |
| Candidat Étiquette politique (partis et alliances)                    | Candidat Étiquette politique (partis et alliances)                   | Voix                      | % des exprimés            | Voix                     | % des exprimés           |
|                                                                       |                                                                      |                           |                           |                          |                          |
|                                                                       | Fabien Roussel Parti communiste français (Front de gauche)           | 7 712                     | 23,61                     | 18 633                   | 63,88                    |
|                                                                       | Ludovic de Danne Front national                                      | 7 397                     | 22,65                     | 10 538                   | 36,12                    |
|                                                                       | Daniel Zielinski La République en marche                             | 6 588                     | 20,17                     |                          |                          |
|                                                                       | Éric Renaud Divers gauche                                            | 3 124                     | 9,56                      |                          |                          |
|                                                                       | David Richer La France insoumise                                     | 3 031                     | 9,28                      |                          |                          |
|                                                                       | David Bustin Union des démocrates et indépendants (Les Républicains) | 1 839                     | 5,63                      |                          |                          |
|                                                                       | Éric Castelain Divers droite                                         | 1 112                     | 3,40                      |                          |                          |
|                                                                       | Frédéric Bigot Europe Écologie Les Verts                             | 699                       | 2,14                      |                          |                          |
|                                                                       | Dominique Slabolepszy Extrême droite (Parti de la France)            | 515                       | 1,58                      |                          |                          |
|                                                                       | Bruno Leclercq Lutte ouvrière                                        | 282                       | 0,86                      |                          |                          |
|                                                                       | Thierry Aubert Divers droite (Parti chrétien-démocrate)              | 209                       | 0,64                      |                          |                          |
|                                                                       | Christelle Carpentier Divers (Union populaire républicaine)          | 156                       | 0,48                      |                          |                          |
| Source : Ministère de l'Intérieur - Vingtième circonscription du Nord |                                                                      |                           |                           |                          |                          |

### Élections de 2022
| Résultats des élections législatives des 12 et 19 juin 2022 de la 20e circonscription du Nord |                          |                          |                          |              |              |             |             |
| Candidat                                                                                      | Candidat                 | Parti et coalition       | Nuance                   | Premier tour | Premier tour | Second tour | Second tour |
| Candidat                                                                                      | Candidat                 | Parti et coalition       | Nuance                   | Voix         | %            | Voix        | %           |
|                                                                                               | Fabien Roussel           | PCF (NUPES)              | NUPES                    | 10 819       | 34,13        | 16 439      | 54,50       |
|                                                                                               | Guillaume Florquin       | RN                       | RN                       | 10 334       | 32,64        | 13 725      | 45,50       |
|                                                                                               | Delphine Alexandre       | LREM (ENS)               | ENS                      | 4 654        | 14,69        |             |             |
|                                                                                               | Éric Renaud              | LFI diss.                | DVG                      | 2 757        | 8,70         |             |             |
|                                                                                               | Béatrice Lasserre        | REC                      | REC                      | 1 011        | 3,19         |             |             |
|                                                                                               | Rudy Patel               | PA                       | ECO                      | 960          | 3,04         |             |             |
|                                                                                               | Monique Huon             | LMR                      | DVD                      | 525          | 1,66         |             |             |
|                                                                                               | Bruno Duquesne           | PRG                      | RDG                      | 382          | 1,21         |             |             |
|                                                                                               | Dimitri Mozdzierz        | LO                       | DXG                      | 237          | 0,75         |             |             |
| Votes valides                                                                                 | Votes valides            | Votes valides            | Votes valides            | 31 679       | 98,08        | 30 164      | 93,70       |
| Votes blancs                                                                                  | Votes blancs             | Votes blancs             | Votes blancs             | 451          | 1,40         | 1 498       | 4,65        |
| Votes nuls                                                                                    | Votes nuls               | Votes nuls               | Votes nuls               | 168          | 0,52         | 529         | 1,64        |
| Total                                                                                         | Total                    | Total                    | Total                    | 32 298       | 100          | 32 191      | 100         |
| Abstention                                                                                    | Abstention               | Abstention               | Abstention               | 49 220       | 60,38        | 49 337      | 60,52       |
| Inscrits / participation                                                                      | Inscrits / participation | Inscrits / participation | Inscrits / participation | 81 518       | 39,62        | 81 528      | 39,48       |

### Élections de 2024
| Candidat                 | Candidat                 | Parti et coalition       | Nuance                   | Premier tour | Premier tour |
| Candidat                 | Candidat                 | Parti et coalition       | Nuance                   | Voix         | %            |
| ------------------------ | ------------------------ | ------------------------ | ------------------------ | ------------ | ------------ |
|                          | Guillaume Florquin       | RN                       | RN                       | 23 852       | 50,30        |
|                          | Fabien Roussel           | PCF (NFP)                | UG                       | 14 791       | 31,19        |
|                          | Pierre-Luc Vervandier    | MoDem (ENS)              | ENS                      | 5 010        | 10,57        |
|                          | Élisabeth Gondy          | UDI (UDC)                | UDI                      | 3 087        | 6,51         |
|                          | Dimitri Mozdzierz        | LO                       | EXG                      | 679          | 1,43         |
|                          |                          |                          |                          |              |              |
| Suffrages exprimés       | Suffrages exprimés       | Suffrages exprimés       | Suffrages exprimés       | 47 419       | 97,75        |
| Votes blancs             | Votes blancs             | Votes blancs             | Votes blancs             | 757          | 1,56         |
| Votes nuls               | Votes nuls               | Votes nuls               | Votes nuls               | 335          | 0,69         |
| Total                    | Total                    | Total                    | Total                    | 48 511       | 100          |
| Abstention               | Abstention               | Abstention               | Abstention               | 33 679       | 40,98        |
| Inscrits / participation | Inscrits / participation | Inscrits / participation | Inscrits / participation | 82 190       | 59,02        |